# Apérantie (région)
Ne doit pas être confondu avec l'ancien dème d'Apérantie.
 (octobre 2022).
L' Apérantie, en grec ancien : Ἀπεράντεια / Aperantia ou  Ἀπεραντία est une cité et une région traditionnelle de la Grèce antique, en Thessalie. Elle faisait partie de l'Étolie et, selon Thucydide, du territoire des Agraei. 
La ville semble avoir été située près du confluent du Petitarus avec le fleuve Achéloos, au niveau du village moderne de Preventza, qui pourrait être une corruption du nom antique, et où William Martin Leake a découvert quelques ruines helléniques au XIXe siècle. Philippe V de Macédoine a obtenu la possession d'Apérantie, mais elle lui a été enlevée, ainsi qu'Amphilochie, par les Étoliens en 189 avant notre ère. L'Apérantie est à nouveau mentionnée en 169 avant notre ère, dans l'expédition de Persée de Macédoine contre Strátos.
Son site est considéré par les spécialistes modernes comme non localisé.